# جهانگیر میرشکاری
جهانگیر میرشکاری (زادهٔ ۷ مرداد ۱۳۲۶ در آبادان) یکی از صدابرداران سینمای ایران است. او تا به حال ۵ بار موفق به دریافت سیمرغ بلورین بهترین صدابرداری از جشنواره فیلم فجر شده‌است و از این نظر رکورددار است.

## بازیگر
1. تاج محل (۱۳۹۱)
2. مزاحم (۱۳۸۰)
3. میکس (فیلم)(۱۳۷۸)
4. درخت گلابی (۱۳۷۶)

## صدابردار صحنه
1. آه ای عبدالحلیم (۱۳۹۴)
2. در دنیای تو ساعت چند است؟ (۱۳۹۳)
3. موقت (۱۳۹۳)
4. ناهید (فیلم ۱۳۹۳) (۱۳۹۳)
5. پاپ (فیلم ۱۳۹۲) (۱۳۹۲)
6. زندگی جای دیگریست (۱۳۹۲)
7. تاج محل (فیلم) (۱۳۹۱)
8. خودزنی (فیلم) (۱۳۹۰)
9. میگرن(۱۳۹۰)
10. اسب حیوان نجیبی است (۱۳۸۹)
11. هیچ (فیلم ۱۳۸۸) (۱۳۸۸)
12. پاتو زمین نذار (۱۳۸۷)
13. پای پیاده (۱۳۸۷)
14. چارچنگولی (۱۳۸۷)
15. نفوذی (۱۳۸۷)
16. تیغ زن (۱۳۸۷)
17. زن دوم (۱۳۸۶)
18. نشانی (فیلم) (۱۳۸۶)
19. هدف اصلی (۱۳۸۵)
20. تله (فیلم) (۱۳۸۴)
21. جایی در دوردست (۱۳۸۴)
22. چند می‌گیری گریه کنی (۱۳۸۴)
23. عروسک فرنگی (۱۳۸۴)
24. رستگاری در هشت و بیست دقیقه (۱۳۸۳)
25. هشت پا (فیلم) (۱۳۸۳)
26. باج خور (۱۳۸۲)
27. برگ برنده (۱۳۸۲)
28. تب (فیلم ۱۳۸۲) (۱۳۸۲)
29. ملاقات با طوطی (۱۳۸۲)
30. مهمان مامان (۱۳۸۲)
31. کاغذ بی خط (۱۳۸۰)
32. مزاحم (۱۳۸۰)
33. از صمیم قلب (۱۳۷۹)
34. سگ کشی (۱۳۷۹)
35. دستهای آلوده (۱۳۷۸)
36. متولد ماه مهر (۱۳۷۸)
37. میکس (فیلم) (۱۳۷۸)
38. درخت گلابی (فیلم) (۱۳۷۶)
39. روانی (۱۳۷۶)
40. قاصدک (۱۳۷۵)
41. سرزمین خورشید (۱۳۷۵)
42. هنرپیشه (۱۳۷۱)
43. آبادانی‌ها (۱۳۷۱)
44. آقای بخشدار (۱۳۷۰)
45. دره شاپرک‌ها (۱۳۷۰)
46. دو فیلم با یک بلیت (۱۳۶۹)
47. در آرزوی ازدواج (۱۳۶۹)
48. شب‌های زاینده رود (۱۳۶۹)
49. سایه خیال (۱۳۶۹)
50. نوبت عاشقی (۱۳۶۹)
51. کلوزآپ (۱۳۶۸)
52. زمان از دست رفته (۱۳۶۸)
53. زیر بامهای شهر (۱۳۶۸)
54. شاید وقتی دیگر (۱۳۶۶)
55. اجاره نشین‌ها (۱۳۶۵)
56. باشو غریبه کوچک (۱۳۶۵)
57. خانه دوست کجاست (۱۳۶۵)

## صداگذاری و میکس
1. بیخود و بی جهت (۱۳۹۰)
2. شیر تو شیر (۱۳۹۰)
3. نفرین (۱۳۸۹)
4. هیچ (۱۳۸۸)
5. نفوذی (۱۳۸۷)
6. زمانی برای دوست داشتن (۱۳۸۶)
7. چند می‌گیری گریه کنی (۱۳۸۴)
8. رستگاری در ۲۰/۸ دقیقه (۱۳۸۳)
9. مهمان مامان (۱۳۸۲)
10. برگ برنده (۱۳۸۲)
11. باج خور (۱۳۸۲)
12. ملاقات با طوطی (۱۳۸۲)
13. جنایت (۱۳۸۲)
14. مزاحم (۱۳۸۰)
15. دخیل (۱۳۸۰)
16. زمانه (۱۳۸۰)
17. عروس رومشکان (۱۳۸۰)
18. تو آزادی (۱۳۷۹)
19. قطعه ناتمام (۱۳۷۹)
20. از صمیم قلب (۱۳۷۹)
21. متولد ماه مهر (۱۳۷۸)
22. بلوغ (۱۳۷۷)
23. پرواز خاموش (۱۳۷۷)
24. روانی (۱۳۷۶)
25. درخت گلابی (۱۳۷۶)
26. سفر شبانه (۱۳۷۶)
27. قاصدک (۱۳۷۵)
28. لیلا (۱۳۷۵)
29. سرزمین خورشید (۱۳۷۵)
30. کیمیا (۱۳۷۳)
31. من زمین را دوست دارم (۱۳۷۲)
32. دت یعنی دختر (۱۳۷۲)
33. آبادانی‌ها (۱۳۷۱)
34. سارا (۱۳۷۱)
35. هنرپیشه (۱۳۷۱)
36. بانو (۱۳۷۰)
37. دره شاپرک‌ها (۱۳۷۰)
38. آقای بخشدار (۱۳۷۰)
39. در آرزوی ازدواج (۱۳۶۹)
40. سایه خیال (۱۳۶۹)
41. برهوت (۱۳۶۷)